# Le Poinçonnet
Le Poinçonnet est une commune française située dans la banlieue sud de Châteauroux, dans le département de l'Indre, en région Centre-Val de Loire.

## Géographie

### Localisation
La commune est située dans le centre du département, dans la région naturelle du Boischaut Sud. Elle est située juste au sud de Châteauroux, chef-lieu et plus grande ville du département, dont elle est limitrophe (les deux centres-villes sont distants de 6 km).
Les autres communes limitrophes sont : Étrechet (5 km), Saint-Maur (8 km), Arthon (8 km), Ardentes (9 km), Velles (10 km) et Jeu-les-Bois (12 km).
La forêt domaniale de Châteauroux s’étend sur 2 500 ha du territoire communal.

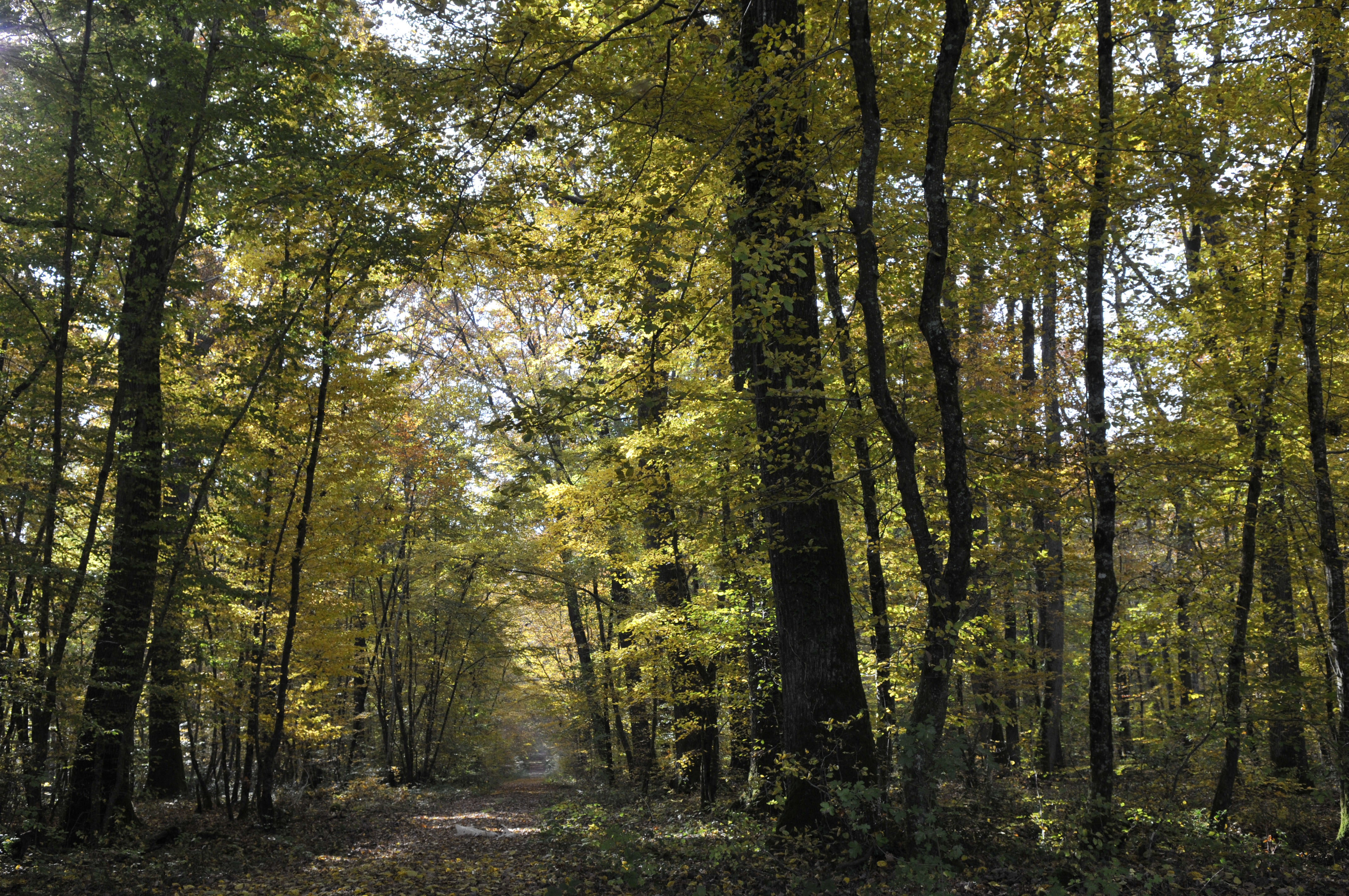
La forêt domaniale de Châteauroux en 2010.

### Hameaux et lieux-dits
Les hameaux et lieux-dits de la commune sont : le Petit-Épôt, le Grand-Épôt, la Forge de l'Isle, Varennes, Lourouer-les-Bois, la Touche, le Craquelin, la Maréchale, la Brande, les Girauds, l'Écorche-Bœuf, la Chaumette et les Grouaix.

### Géologie et hydrographie
La commune est classée en zone de sismicité 2, correspondant à une sismicité faible.
Le territoire communal est arrosé par la rivière Indre.

### Climat
Pour des articles plus généraux, voir Climat du Centre-Val de Loire et Climat de l'Indre.
En 2010, le climat de la commune est de type climat océanique dégradé des plaines du Centre et du Nord, selon une étude du CNRS s'appuyant sur une série de données couvrant la période 1971-2000. En 2020, Météo-France publie une typologie des climats de la France métropolitaine dans laquelle la commune est exposée à un climat océanique altéré et est dans une zone de transition entre les régions climatiques « Centre et contreforts nord du Massif Central » et « Ouest et nord-ouest du Massif Central ».
Pour la période 1971-2000, la température annuelle moyenne est de 11,3 °C, avec une amplitude thermique annuelle de 15,1 °C. Le cumul annuel moyen de précipitations est de 766 mm, avec 11,5 jours de précipitations en janvier et 7 jours en juillet. Pour la période 1991-2020, la température moyenne annuelle observée sur la station météorologique de Météo-France la plus proche, sur la commune de Châteauroux à 6 km à vol d'oiseau, est de 12,2 °C et le cumul annuel moyen de précipitations est de 816,1 mm,. Pour l'avenir, les paramètres climatiques de la commune estimés pour 2050 selon différents scénarios d'émission de gaz à effet de serre sont consultables sur un site dédié publié par Météo-France en novembre 2022.
| Mois                                  | jan.             | fév.           | mars          | avril         | mai           | juin         | jui.           | août           | sep.          | oct.            | nov.            | déc.            | année      |
| ------------------------------------- | ---------------- | -------------- | ------------- | ------------- | ------------- | ------------ | -------------- | -------------- | ------------- | --------------- | --------------- | --------------- | ---------- |
| Température minimale moyenne (°C)     | 1,9              | 1,4            | 3,5           | 5,3           | 8,9           | 12,5         | 14,3           | 14,1           | 10,8          | 8,5             | 4,7             | 2,4             | 7,4        |
| Température moyenne (°C)              | 4,8              | 5,3            | 8,4           | 10,8          | 14,5          | 18,3         | 20,4           | 20,4           | 16,7          | 13              | 8,2             | 5,3             | 12,2       |
| Température maximale moyenne (°C)     | 7,8              | 9,1            | 13,2          | 16,4          | 20,2          | 24,1         | 26,5           | 26,6           | 22,6          | 17,5            | 11,7            | 8,3             | 17         |
| Record de froid (°C) date du record   | −17,5 17.01.1987 | −16,5 09.02.12 | −12 01.03.05  | −5 27.04.16   | −0,5 06.05.19 | 4,5 01.06.11 | 5,7 11.07.1990 | 4,5 29.08.1998 | 2 20.09.12    | −6,5 30.10.1997 | −9,5 22.11.1993 | −12,5 19.12.09  | −17,5 1987 |
| Record de chaleur (°C) date du record | 19,1 05.01.1999  | 24 27.02.19    | 25,5 31.03.21 | 29,5 30.04.05 | 33 28.05.17   | 40 29.06.19  | 41,5 25.07.19  | 41 05.08.03    | 36,5 14.09.20 | 30 12.10.01     | 24,5 08.11.15   | 20,1 16.12.1989 | 41,5 2019  |
| Précipitations (mm)                   | 71               | 57,6           | 59,3          | 70,9          | 75,9          | 57,2         | 60,7           | 56,4           | 64,2          | 83,1            | 77,9            | 81,9            | 816,1      |

### Voies de communication et transports
Le territoire communal est desservi par les routes départementales : 14, 40, 67, 943 et 990
.
La gare ferroviaire la plus proche est la gare de Châteauroux, à 6 km.
Le Poinçonnet est desservi par les lignes 1, 2, 3, 10 et 15 du réseau de bus Horizon.
L'aéroport le plus proche est l'aéroport de Châteauroux-Centre, à 14 km.
Le territoire communal est traversé par le sentier de grande randonnée 46.

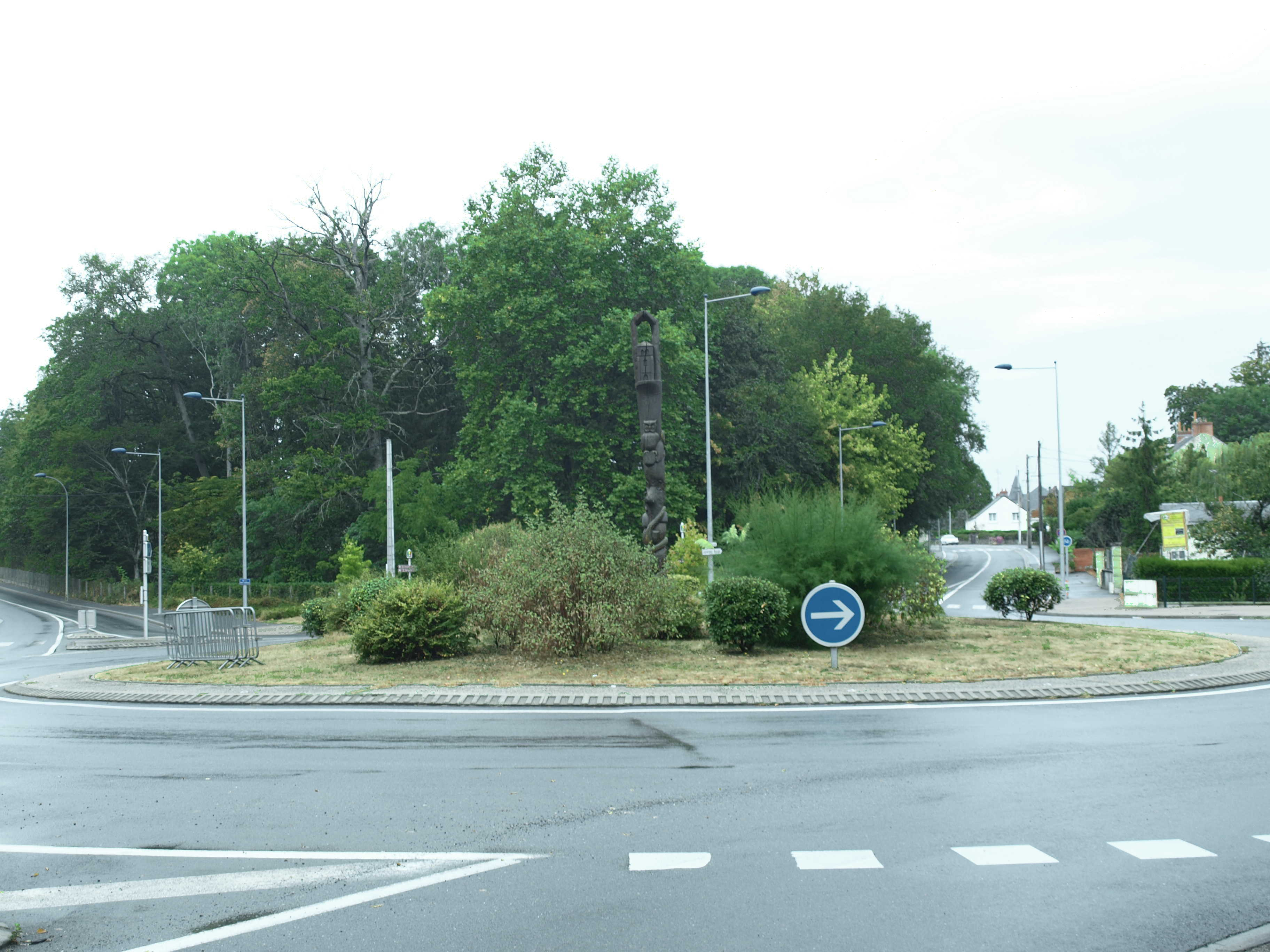
Le carrefour giratoire des routes départementales 990 et 67 en 2012.
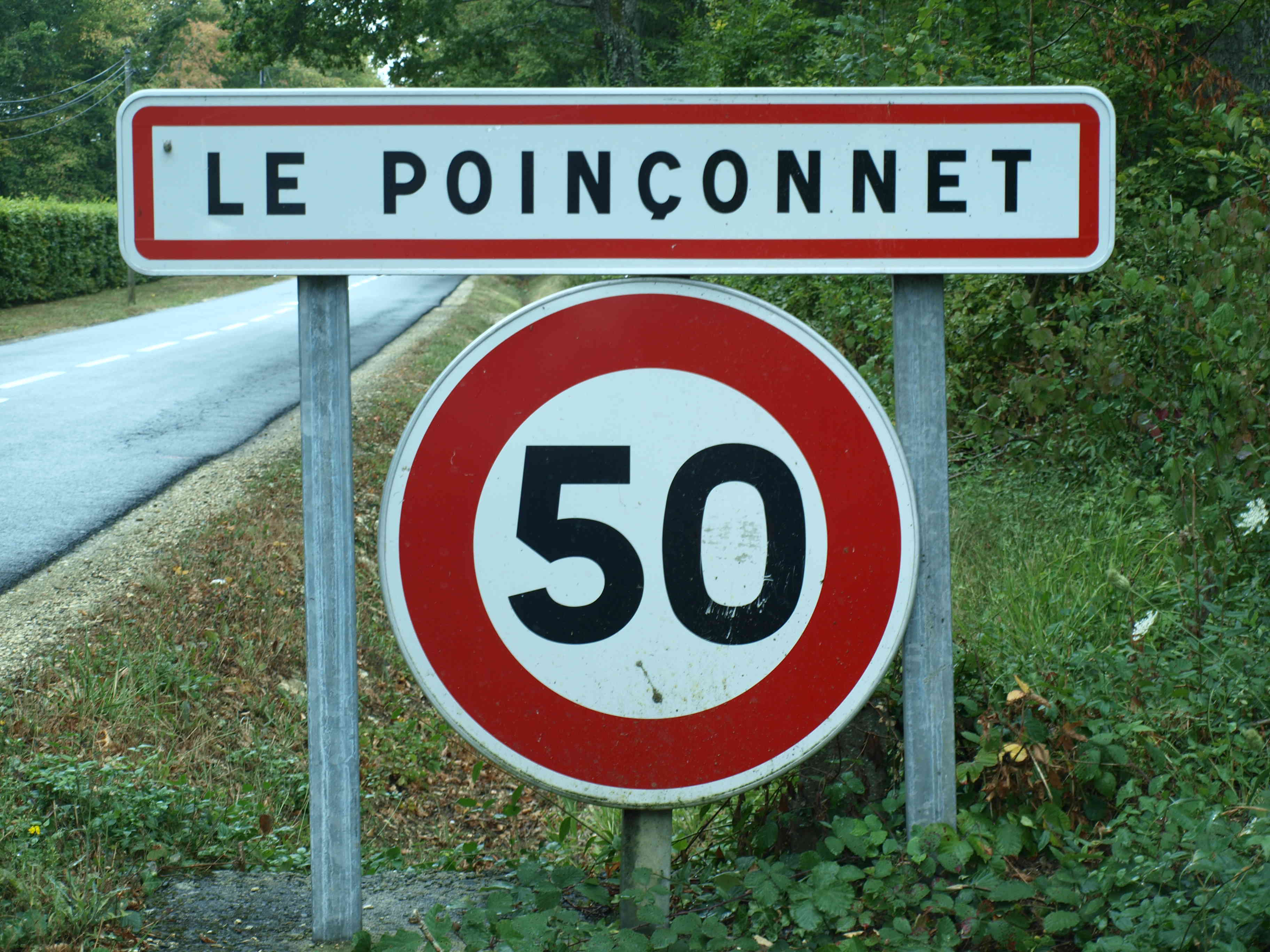
Le panneau d'entrée d’agglomération en 2012.
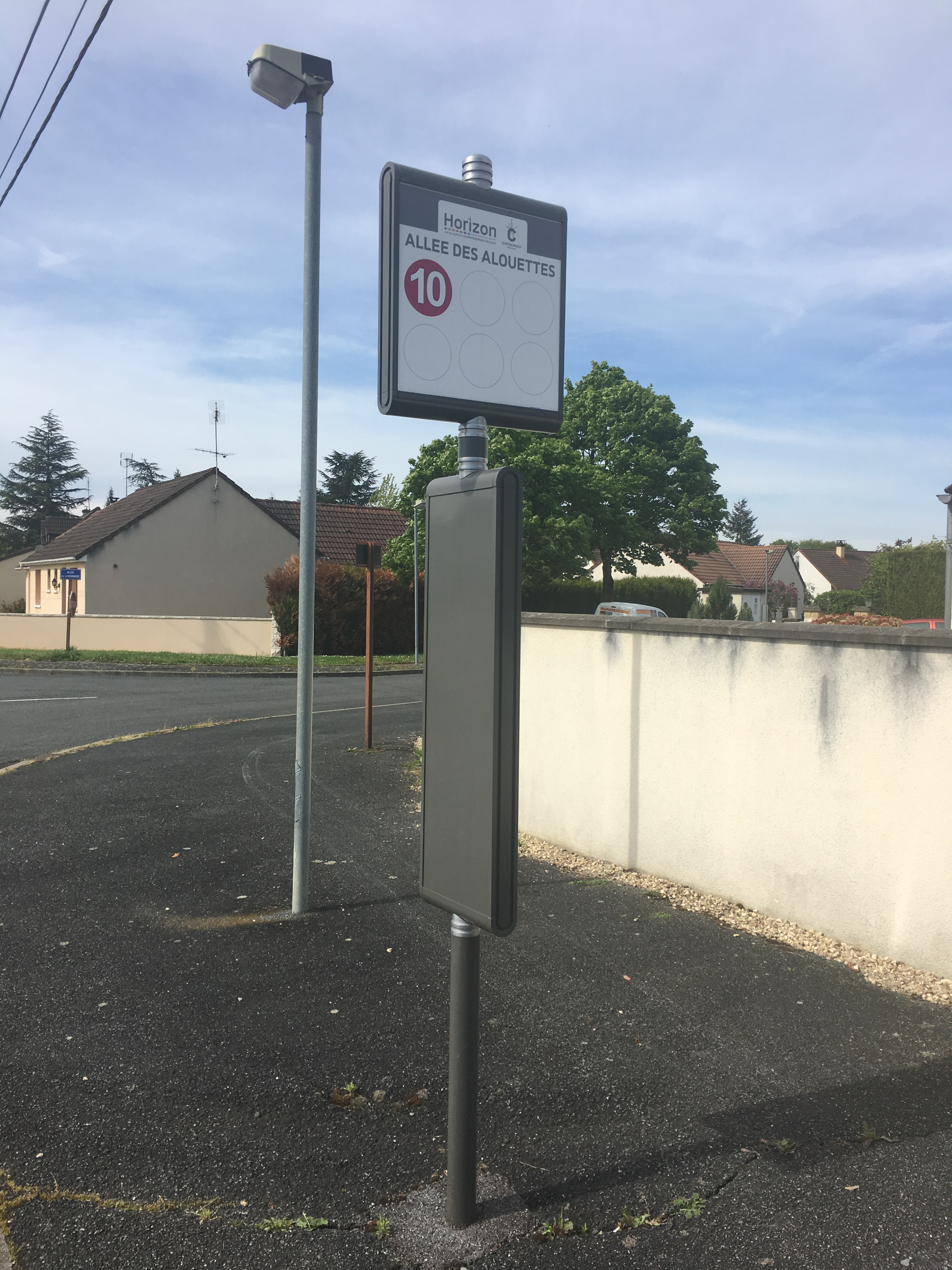
L'arrêt de bus « Allée des Alouettes » (ligne 10) en 2017.

## Urbanisme

### Typologie
Au 1er janvier 2024, Le Poinçonnet est catégorisée ceinture urbaine, selon la nouvelle grille communale de densité à sept niveaux définie par l'Insee en 2022.
Elle appartient à l'unité urbaine de Châteauroux, une agglomération intra-départementale regroupant quatre  communes, dont elle est une commune de la banlieue,,. Par ailleurs la commune fait partie de l'aire d'attraction de Châteauroux, dont elle est une commune de la couronne,. Cette aire, qui regroupe 71 communes, est catégorisée dans les aires de 50 000 à moins de 200 000 habitants,.

### Occupation des sols
L'occupation des sols de la commune, telle qu'elle ressort de la base de données européenne d’occupation biophysique des sols Corine Land Cover (CLC), est marquée par l'importance des forêts et milieux semi-naturels (65,5 % en 2018), une proportion sensiblement équivalente à celle de 1990 (65,4 %). La répartition détaillée en 2018 est la suivante : 
forêts (61,8 %), terres arables (20,2 %), zones urbanisées (8,1 %), milieux à végétation arbustive et/ou herbacée (3,7 %), zones agricoles hétérogènes (2,9 %), zones industrielles ou commerciales et réseaux de communication (2,1 %), prairies (1,2 %). L'évolution de l’occupation des sols de la commune et de ses infrastructures peut être observée sur les différentes représentations cartographiques du territoire : la carte de Cassini (XVIIIe siècle), la carte d'état-major (1820-1866) et les cartes ou photos aériennes de l'IGN pour la période actuelle (1950 à aujourd'hui).

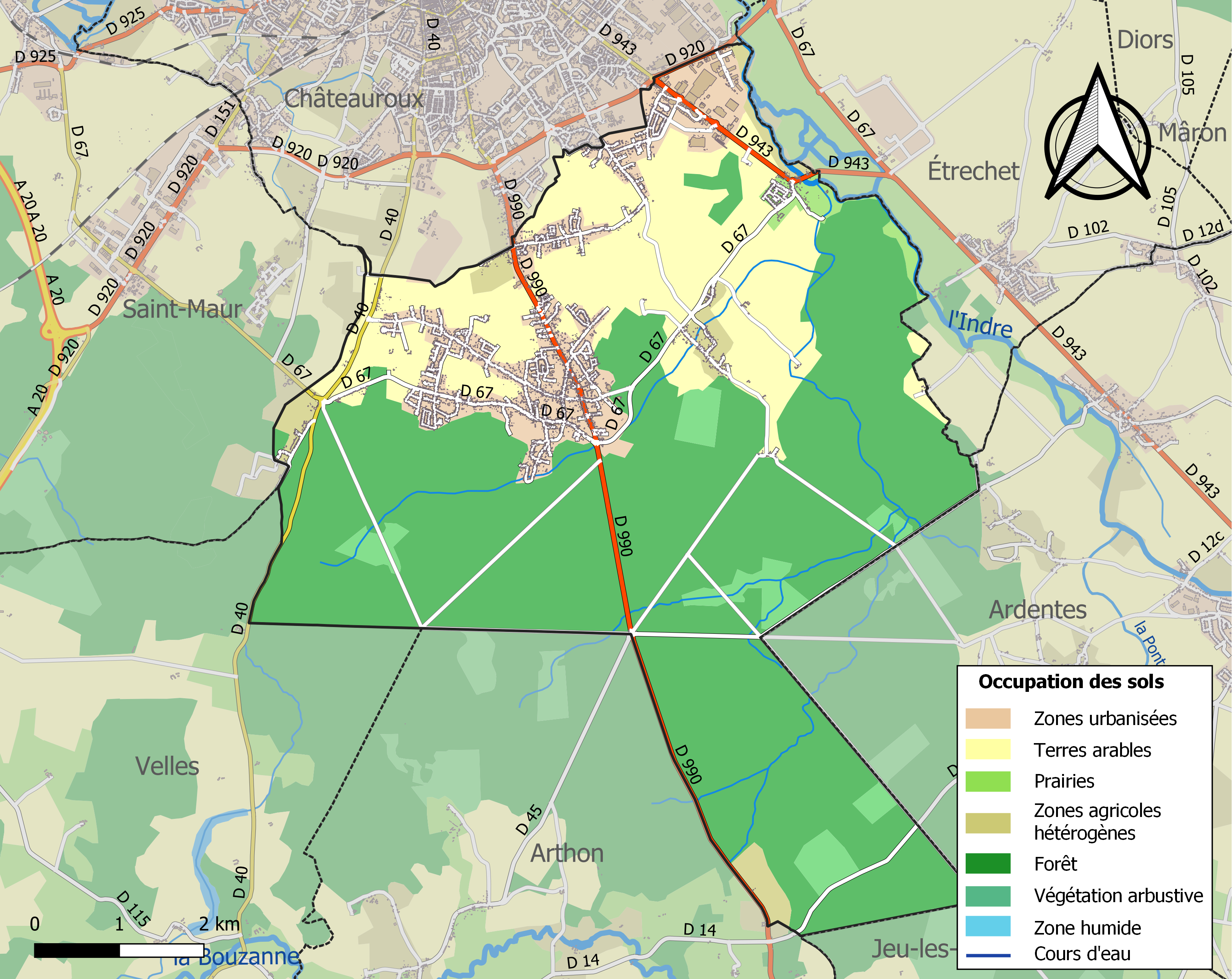
Carte des infrastructures et de l'occupation des sols de la commune en 2018 (CLC).

### Logement
Le tableau ci-dessous présente le détail du secteur des logements de la commune :
| Date du relevé                                              | 2013   |
| Nombre total de logements                                   | 2 525  |
| Résidences principales                                      | 94 %   |
| Résidences secondaires                                      | 2,3 %  |
| Logements vacants                                           | 3,7 %  |
| Part des ménages propriétaires de leur résidence principale | 85,3 % |

### Risques majeurs
Le territoire de la commune duPoinçonnet est vulnérable à différents aléas naturels : météorologiques (tempête, orage, neige, grand froid, canicule ou sécheresse), inondations, feux de forêts, mouvements de terrains et séisme (sismicité faible). Il est également exposé à un risque technologique, le transport de matières dangereuses. Un site publié par le BRGM permet d'évaluer simplement et rapidement les risques d'un bien localisé soit par son adresse soit par le numéro de sa parcelle.

#### Risques naturels
Certaines parties du territoire communal sont susceptibles d’être affectées par le risque d’inondation par débordement de cours d'eau, notamment l'Indre. La commune a été reconnue en état de catastrophe naturelle au titre des dommages causés par les inondations et coulées de boue survenues en 1982, 1999 et 2001,.
Pour anticiper une remontée des risques de feux de forêt et de végétation vers le nord de la France en lien avec le dérèglement climatique, les services de l’État en région Centre-Val de Loire (DREAL, DRAAF, DDT) avec les SDIS ont réalisé en 2021 un atlas régional du risque de feux de forêt, permettant d’améliorer la connaissance sur les massifs les plus exposés. La commune, étant pour partie dans le massif de Châteauroux, est classée au niveau de risque 4, sur une échelle qui en comporte quatre (1 étant le niveau maximal).

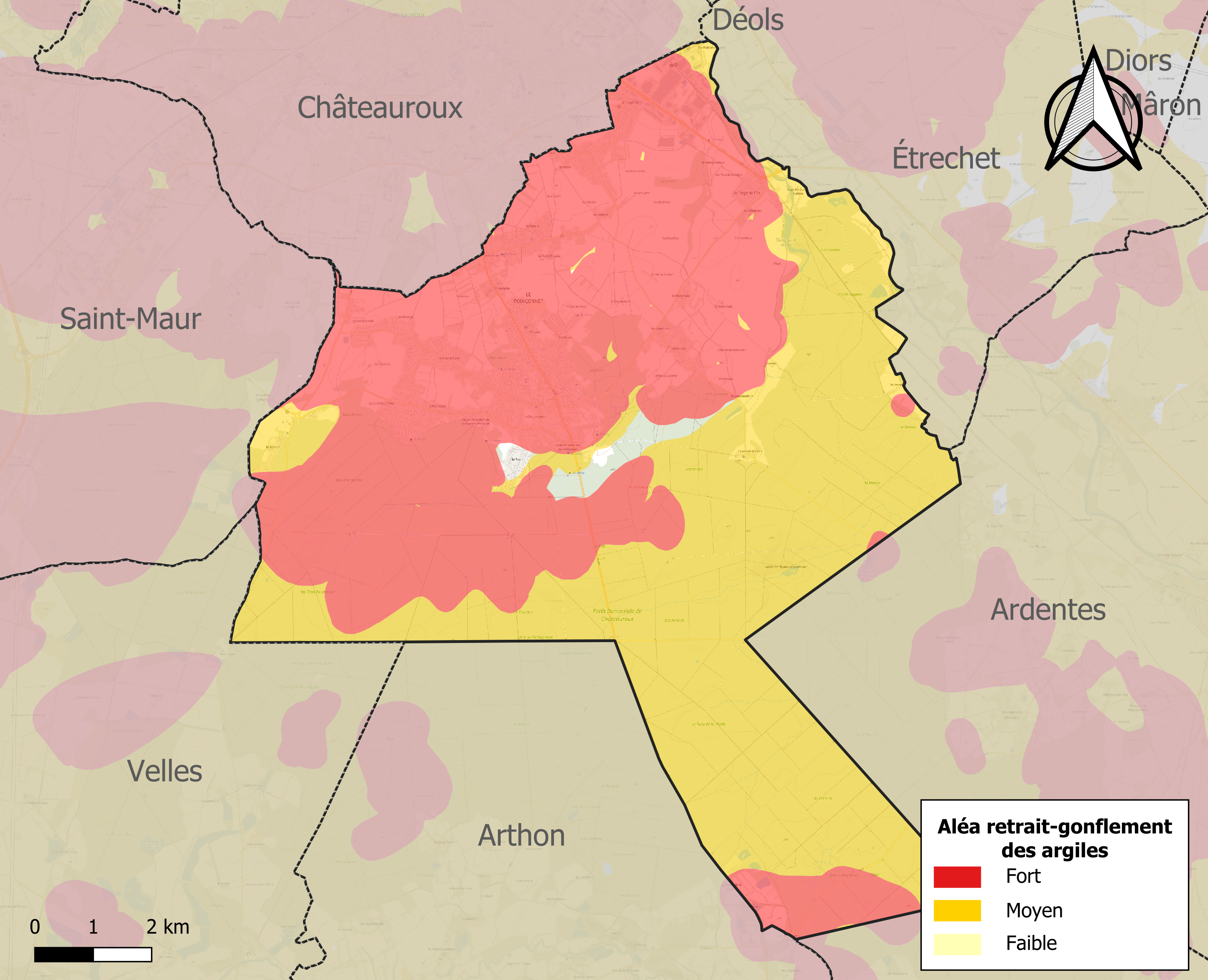
Carte des zones d'aléa retrait-gonflement des sols argileux duPoinçonnet.

Les mouvements de terrains susceptibles de se produire sur la commune sont des tassements différentiels.
Le retrait-gonflement des sols argileux est susceptible d'engendrer des dommages importants aux bâtiments en cas d’alternance de périodes de sécheresse et de pluie. 98,5 % de la superficie communale est en aléa moyen ou fort (84,7 % au niveau départemental et 48,5 % au niveau national). Sur les 2 636 bâtiments dénombrés sur la commune en 2019, 2565 sont en aléa moyen ou fort, soit 97 %, à comparer aux 86 % au niveau départemental et 54 % au niveau national. Une cartographie de l'exposition du territoire national au retrait gonflement des sols argileux est disponible sur le site du BRGM,.
Concernant les mouvements de terrains, la commune a été reconnue en état de catastrophe naturelle au titre des dommages causés par la sécheresse en 1989, 1991, 1992, 1994, 1997, 1998, 2002, 2006, 2009, 2011, 2016, 2018 et 2019 et par des mouvements de terrain en 1999.

#### Risques technologiques
Le risque de transport de matières dangereuses sur la commune est lié à sa traversée par des infrastructures routières ou ferroviaires importantes ou la présence d'une canalisation de transport d'hydrocarbures. Un accident se produisant sur de telles infrastructures est en effet susceptible d’avoir des effets graves au bâti ou aux personnes jusqu’à 350 m, selon la nature du matériau transporté. Des dispositions d’urbanisme peuvent être préconisées en conséquence.

## Toponymie
La commune devrait son nom à une famille de laboureurs du nom de Pinsonnet (ou Poinsonnet) citée au XVIe siècle. L'ancien nom de Lourouer-les-Bois est changé par décret du 3 mars 1873, après le transfert du chef-lieu.
Ses habitants sont appelés les Poinçonnois.

## Politique et administration
La commune dépend de l'arrondissement de Châteauroux, du canton d'Ardentes, de la deuxième circonscription de l'Indre et de Châteauroux Métropole.
Elle dispose d'un bureau de poste et d'une police municipale.

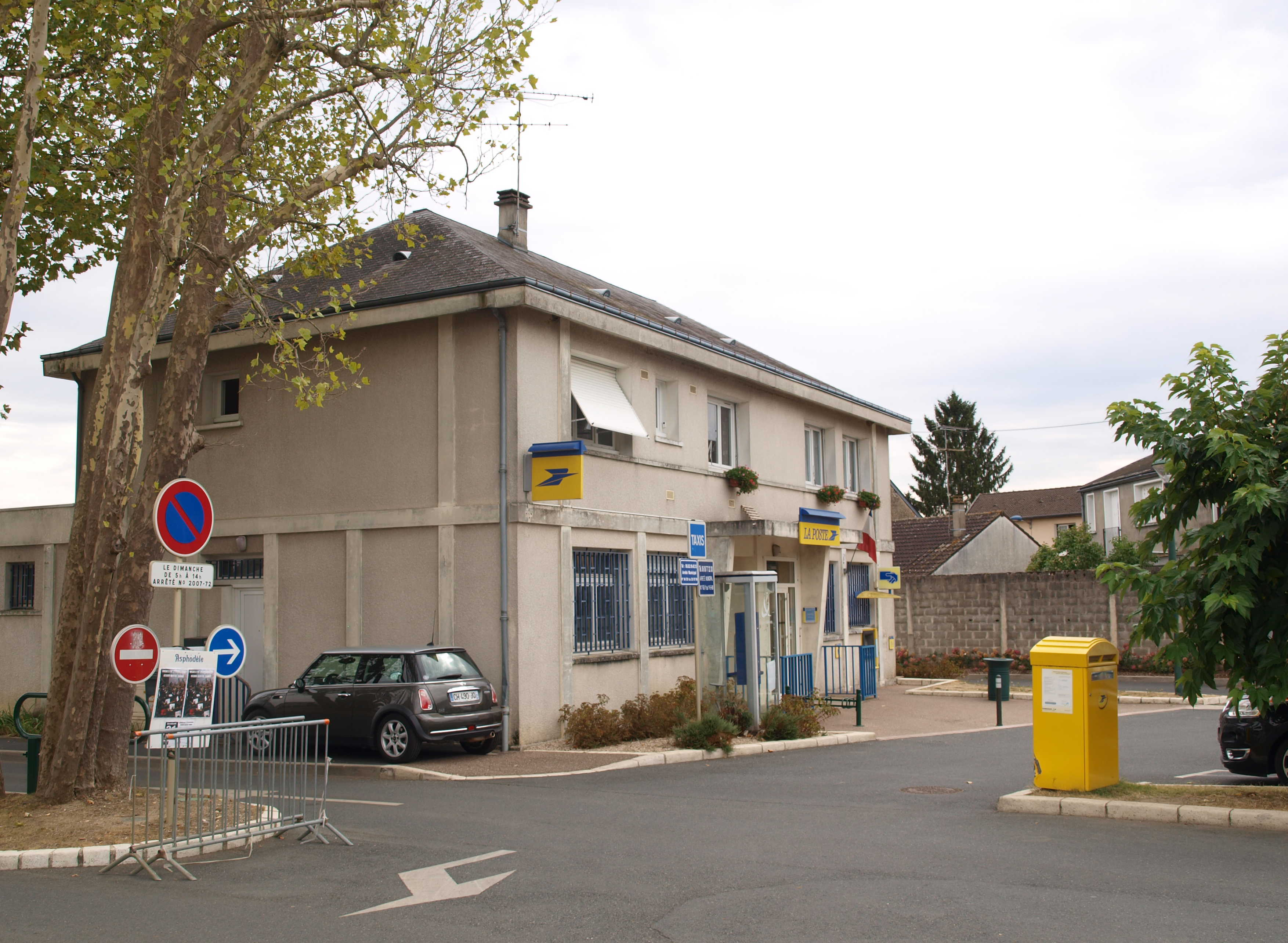
Le bureau de poste en 2012.
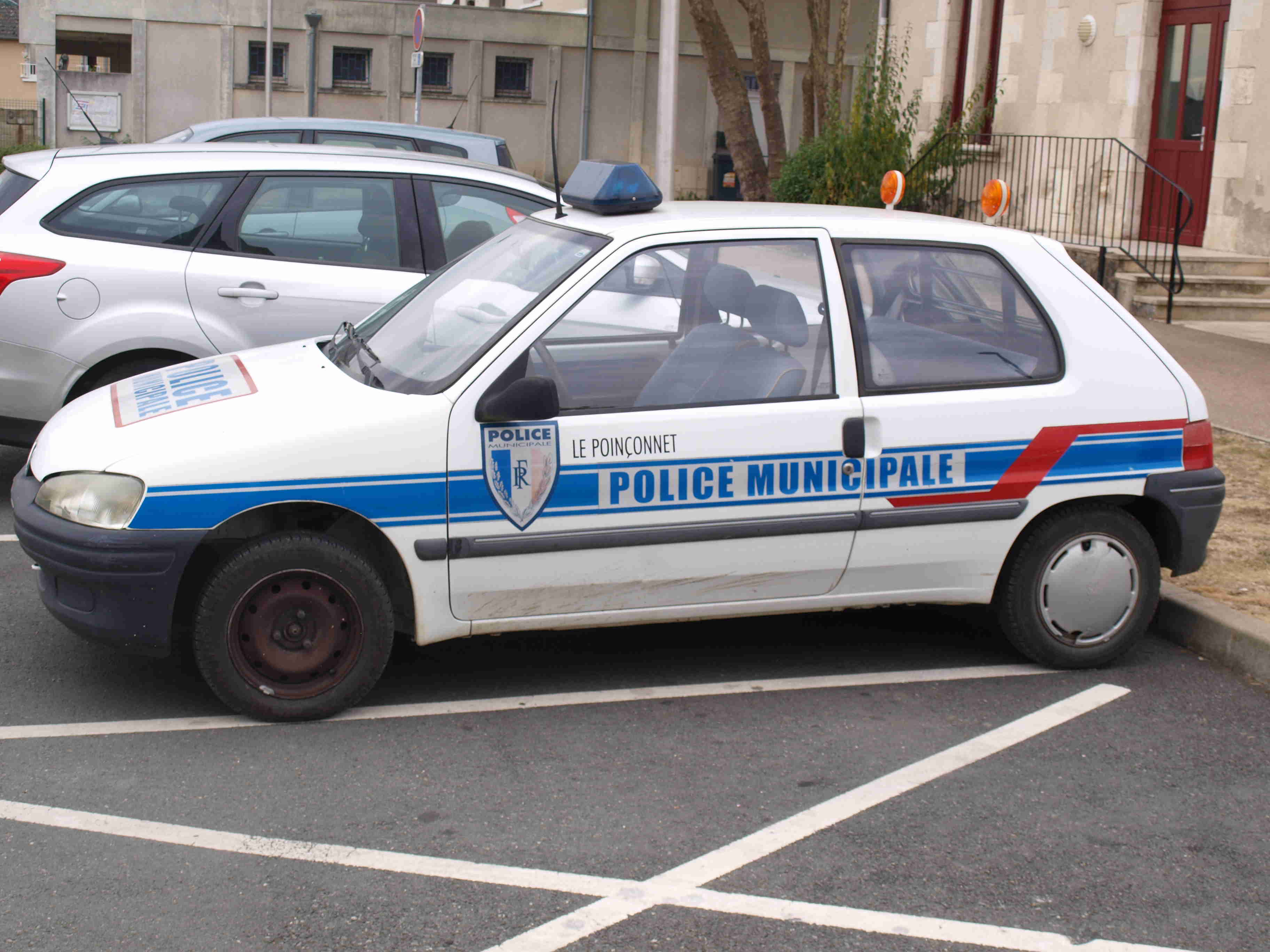
La voiture de la police municipale en 2012.
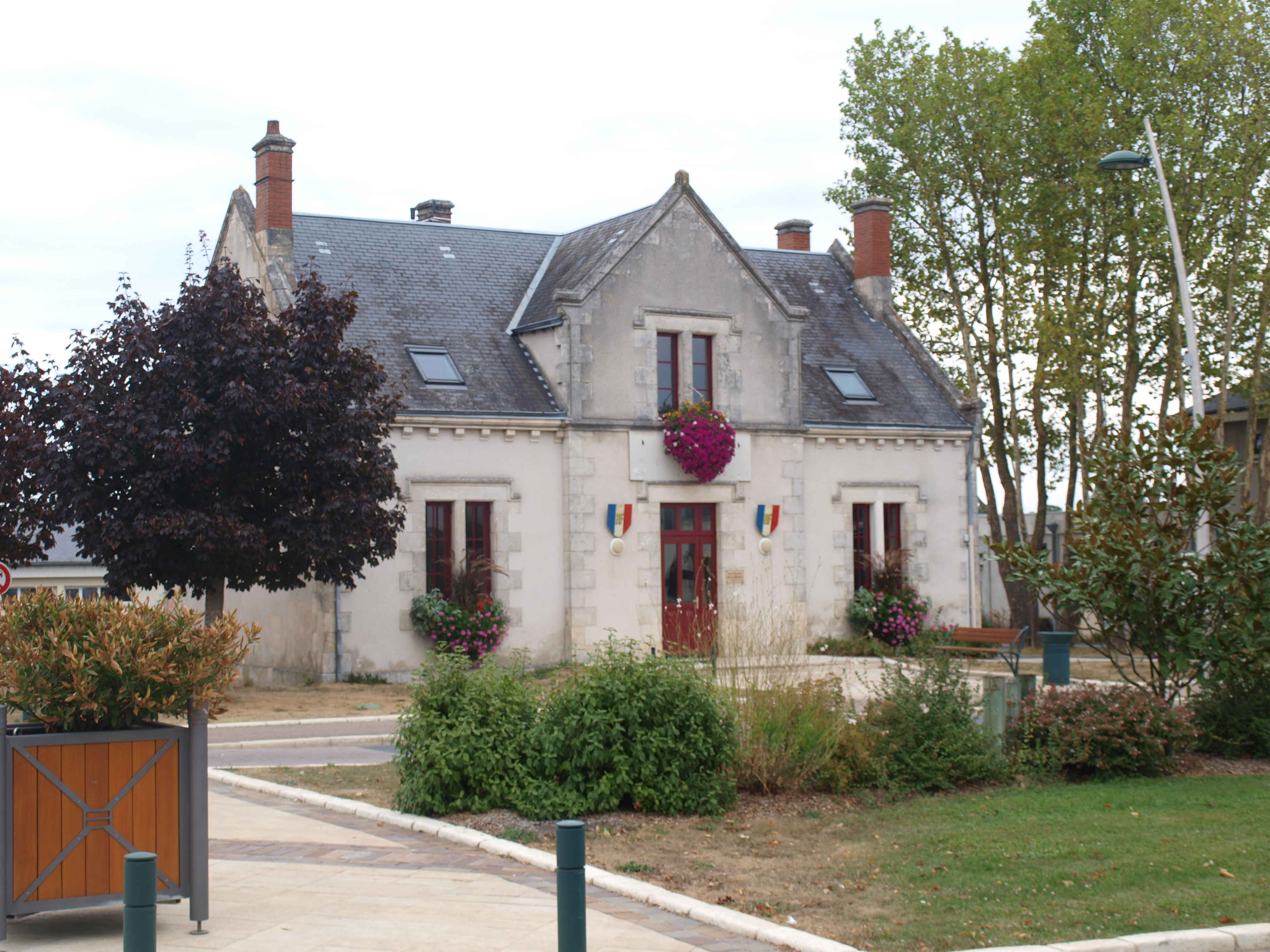
L'ancienne mairie en 2012.

### Liste des maires
| Période                                  | Période   | Identité             | Étiquette | Qualité                                                   |
| ---------------------------------------- | --------- | -------------------- | --------- | --------------------------------------------------------- |
| Les données manquantes sont à compléter. |           |                      |           |                                                           |
| 1945                                     | mars 1977 | Raymond Virard       | SFIO      | Épicier                                                   |
| mars 1977                                | mars 2001 | André Plat           |           | Gérant de société                                         |
| mars 2001,                               | mai 2020  | Jean Petitprêtre     | PS        | Retraité Conseiller général puis départemental d'Ardentes |
| mai 2020                                 | En cours  | Danielle Dupré-Ségot | PS        | Cadre en assurance retraitée                              |

### Politique de développement durable
La commune a engagé une politique de développement durable en lançant une démarche d'Agenda 21 en 2008.

## Population et société

### Démographie
L'évolution du nombre d'habitants est connue à travers les recensements de la population effectués dans la commune depuis 1793. Pour les communes de moins de 10 000 habitants, une enquête de recensement portant sur toute la population est réalisée tous les cinq ans, les populations de référence des années intermédiaires étant quant à elles estimées par interpolation ou extrapolation. Pour la commune, le premier recensement exhaustif entrant dans le cadre du nouveau dispositif a été réalisé en 2008.

En 2022, la commune comptait 5 848 habitants, en évolution de −0,37 % par rapport à 2016 (Indre : −3 %, France hors Mayotte : +2,11 %).
| 1793 | 1800 | 1806 | 1821  | 1831 | 1836  | 1841  | 1846  | 1851  |
| ---- | ---- | ---- | ----- | ---- | ----- | ----- | ----- | ----- |
| 766  | 844  | 930  | 1 036 | 962  | 1 029 | 1 036 | 1 163 | 1 178 |

| 1856  | 1861  | 1866  | 1872  | 1876  | 1881  | 1886  | 1891  | 1896  |
| ----- | ----- | ----- | ----- | ----- | ----- | ----- | ----- | ----- |
| 1 154 | 1 059 | 1 111 | 1 125 | 1 206 | 1 180 | 1 169 | 1 188 | 1 132 |

| 1901  | 1906  | 1911  | 1921  | 1926  | 1931  | 1936  | 1946  | 1954  |
| ----- | ----- | ----- | ----- | ----- | ----- | ----- | ----- | ----- |
| 1 159 | 1 226 | 1 104 | 1 027 | 1 047 | 1 001 | 1 013 | 1 285 | 1 402 |

| 1962  | 1968  | 1975  | 1982  | 1990  | 1999  | 2006  | 2008  | 2013  |
| ----- | ----- | ----- | ----- | ----- | ----- | ----- | ----- | ----- |
| 1 457 | 1 551 | 2 347 | 3 766 | 4 600 | 5 021 | 5 606 | 5 773 | 5 808 |

| 2018  | 2022  | - | - | - | - | - | - | - |
| ----- | ----- | - | - | - | - | - | - | - |
| 5 831 | 5 848 | - | - | - | - | - | - | - |

### Enseignement
La commune dépend de la circonscription académique de Châteauroux.

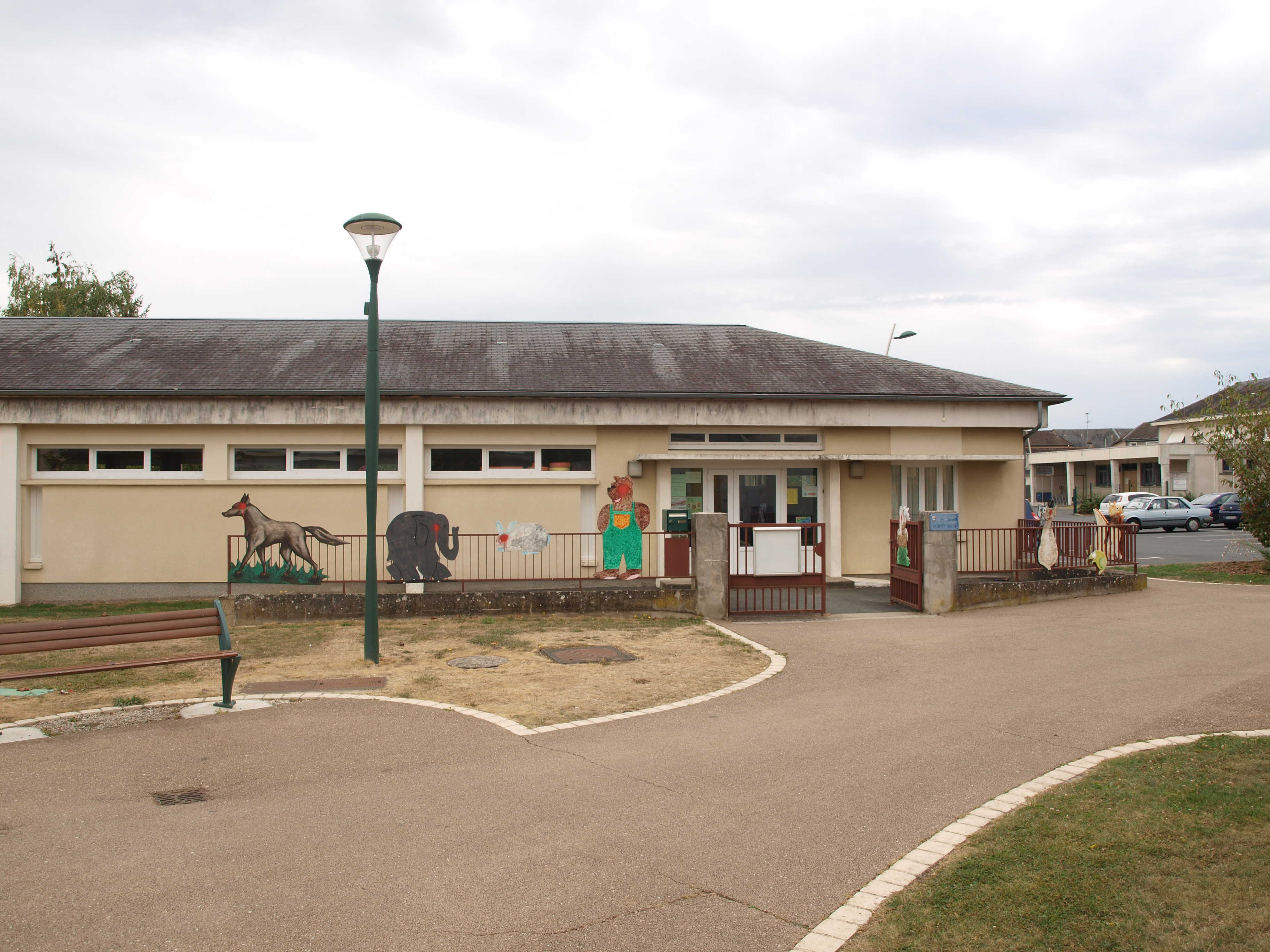
L'école maternelle de La Petite-Fadette en 2012.

### Équipement culturel
L'espace intergénérationnel « Odakim » a ouvert ses portes en octobre 2012 au Poinçonnet.

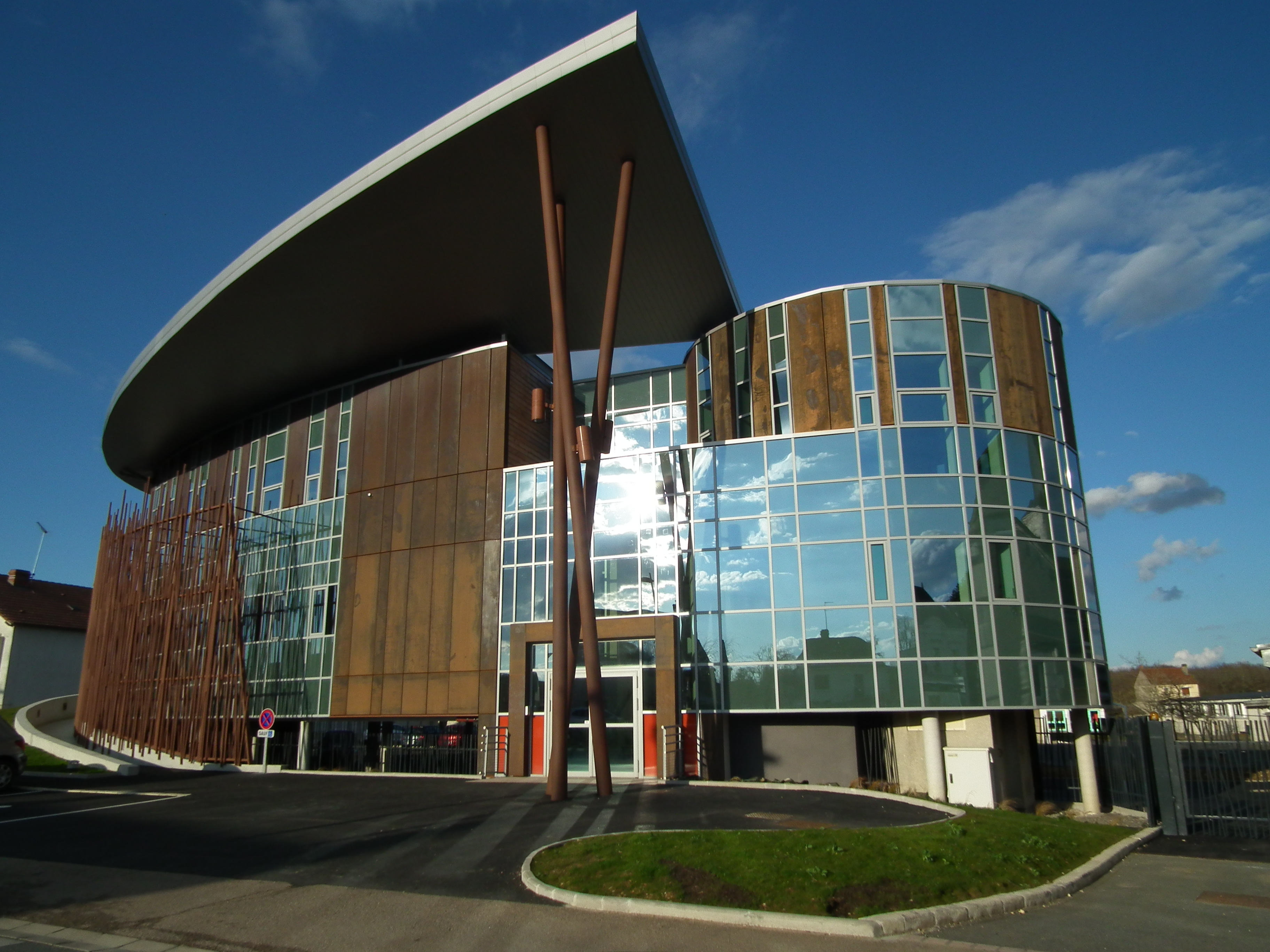
L'espace intergénérationnel Odakim en 2012.

### Sports
La commune possède un club sportif l'USP (football, tennis, cyclisme, basket-ball, tennis de table).

### Médias
La commune est couverte par les médias suivants : La Nouvelle République du Centre-Ouest, Le Berry républicain, La Bouinotte, France 3 Centre-Val de Loire, Bip TV, Vibration, Forum, France Bleu Berry et RCF en Berry.

## Économie
La commune se situe dans l’unité urbaine de Châteauroux, dans l’aire urbaine de Châteauroux, dans la zone d’emploi de Châteauroux et dans le bassin de vie de Châteauroux.
La commune se trouve dans l'aire géographique et dans la zone de production du lait, de fabrication et d'affinage du fromage Valençay.
Outre une zone industrielle accueillant de grosses unités industrielles (l'équipementier automobile MöllerTech, le métallurgiste Valfond), la zone commerciale « Le Forum » regroupe une quinzaine d'enseignes nationales, des sociétés de service telle que le siège régional d'AXA ou le siège d'Alcura, ainsi qu'un ensemble d'hôtels et de restaurants (Amarys, Marmotte, Arc-en-ciel, l'Auberge, la Promenade…).
Un ensemble de services de proximité, commerciaux et artisanaux, assure par ailleurs au cœur du Poinçonnet une offre complète.

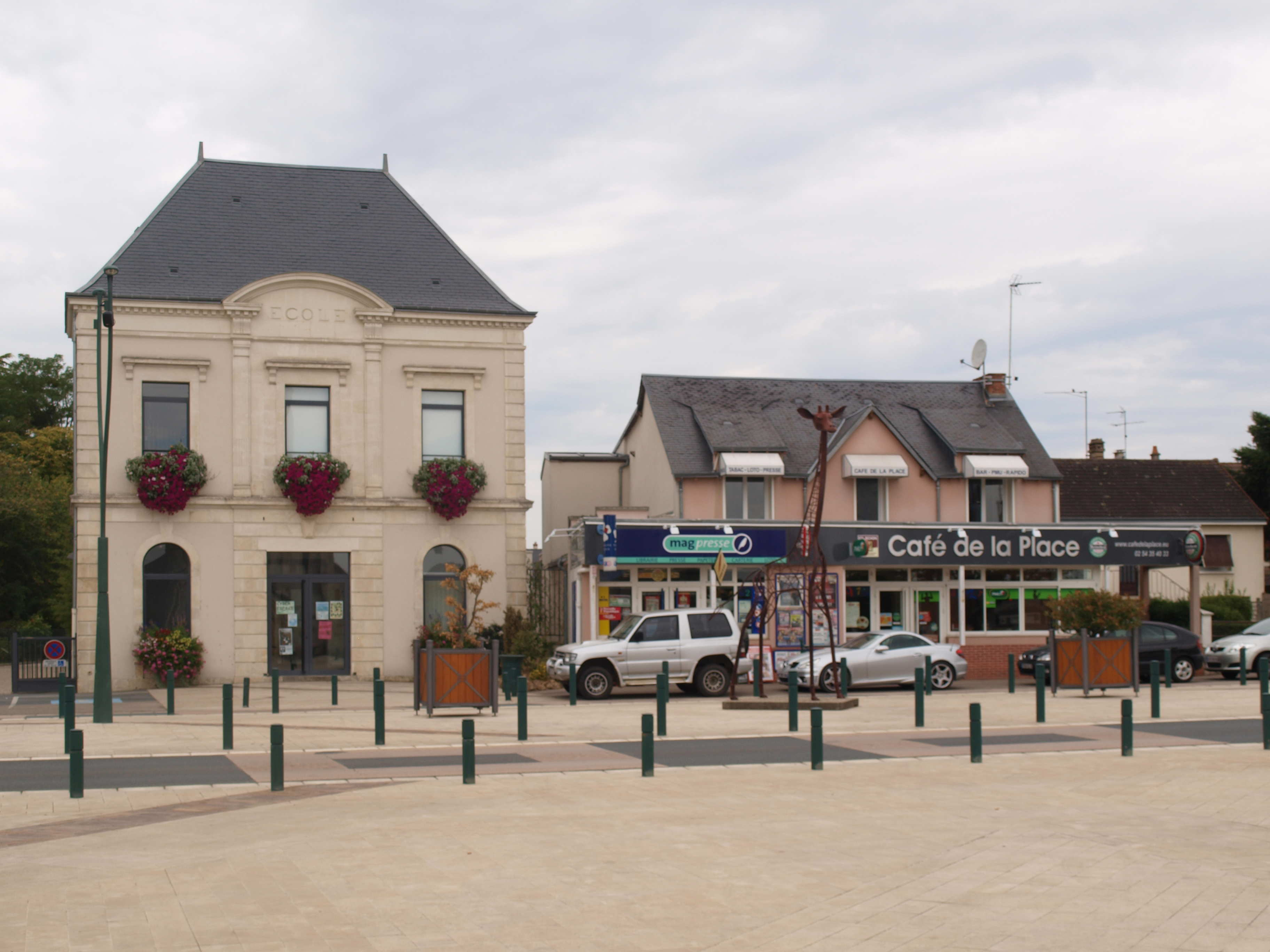
Le bar « Café de la Place » en 2012.

## Culture locale et patrimoine
- Église
- Monument aux morts
- Ermitage de la Maison Rouge
- Château d'eau
- Croix Mogador
- Stèle

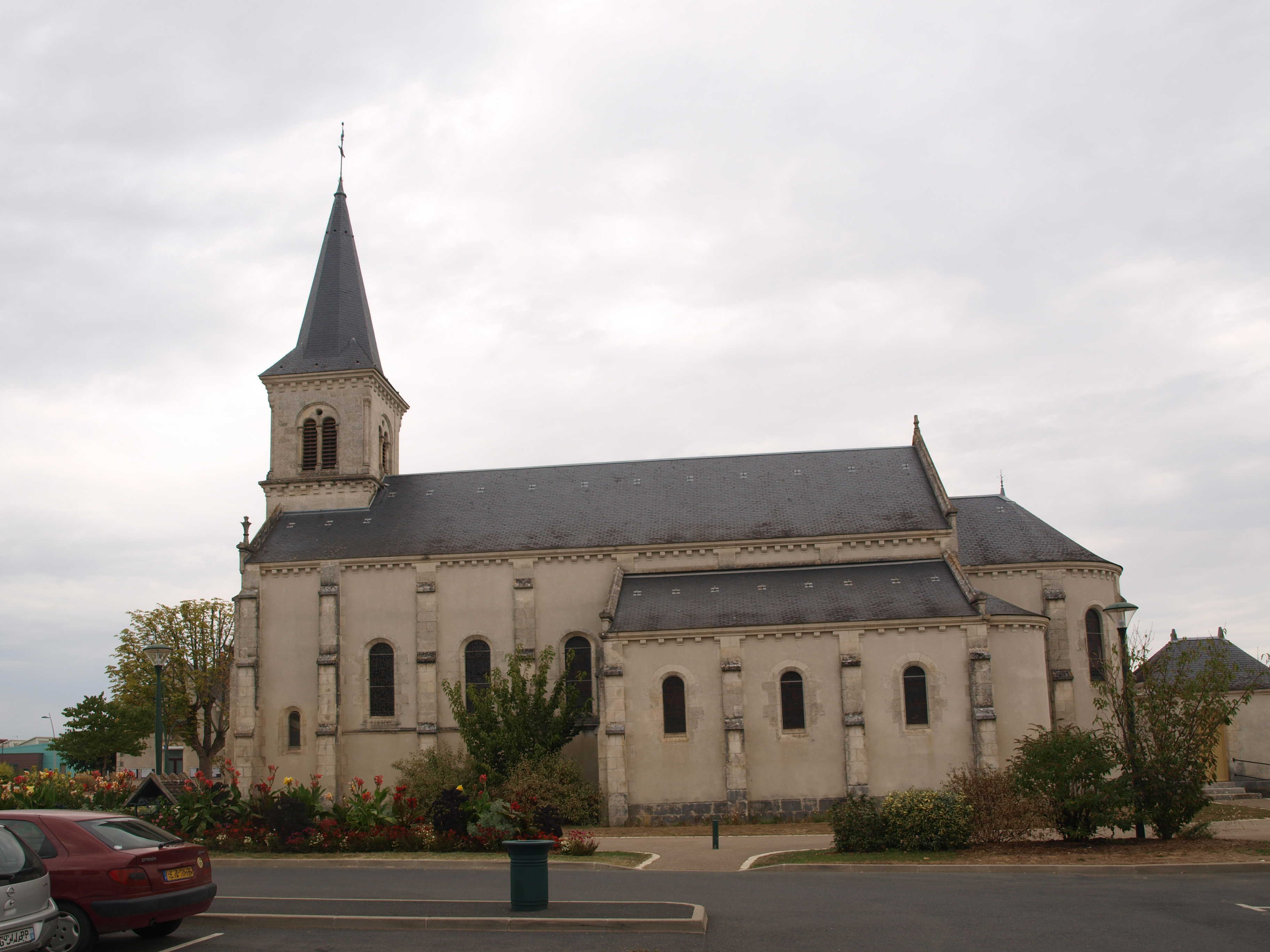
L'église en 2012.
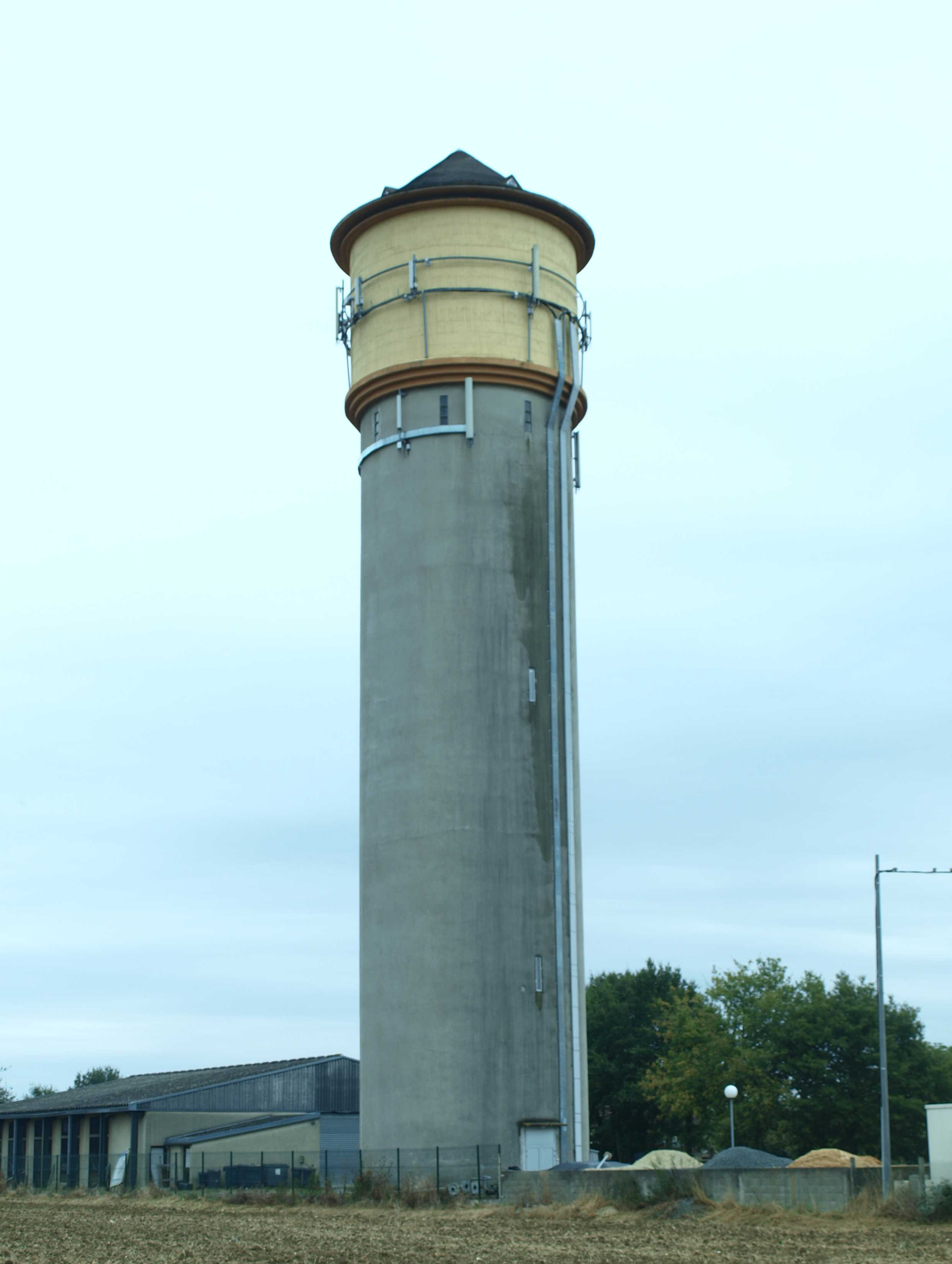
Le château d'eau en 2012.
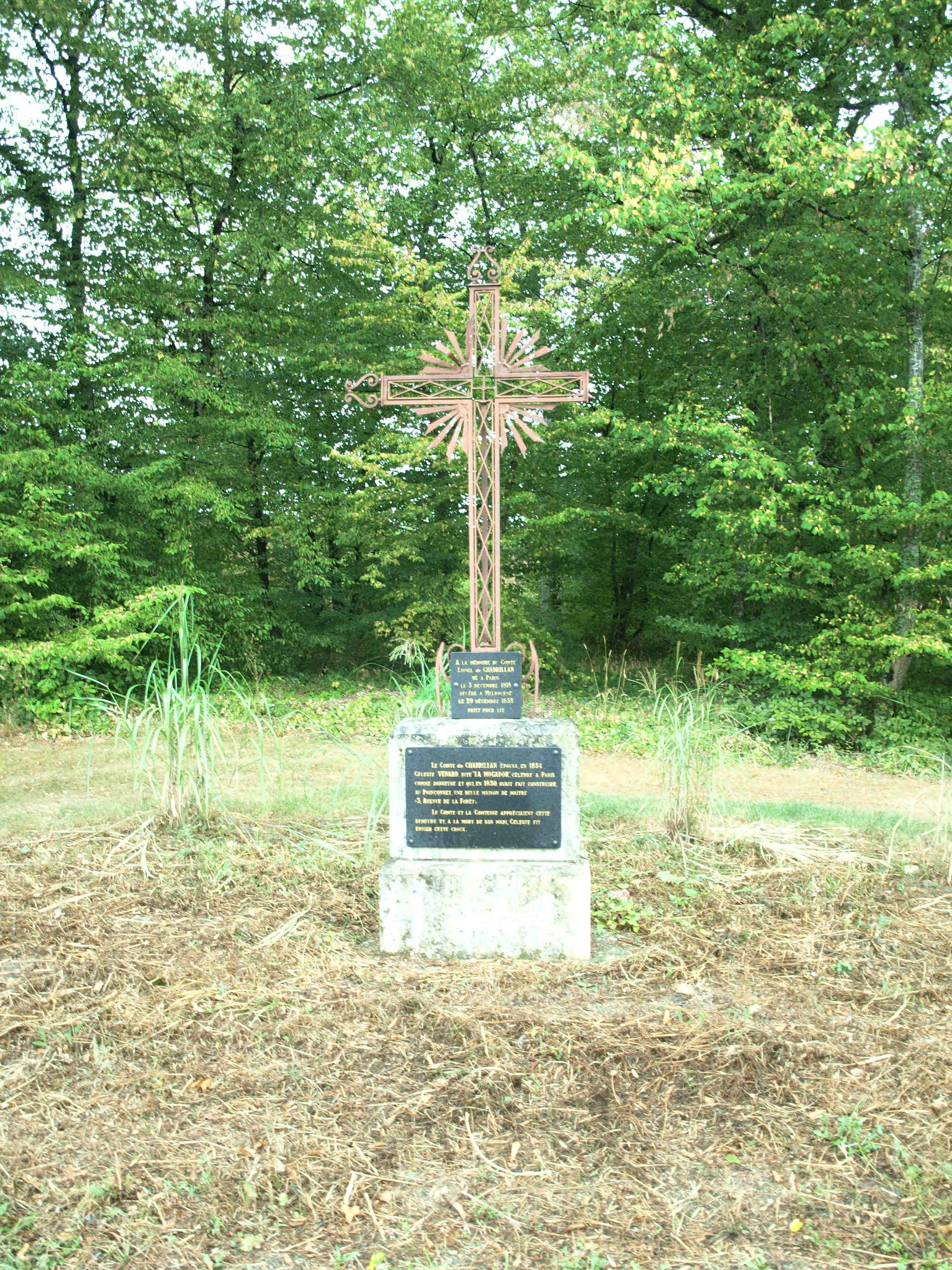
La croix Mogador en 2012.
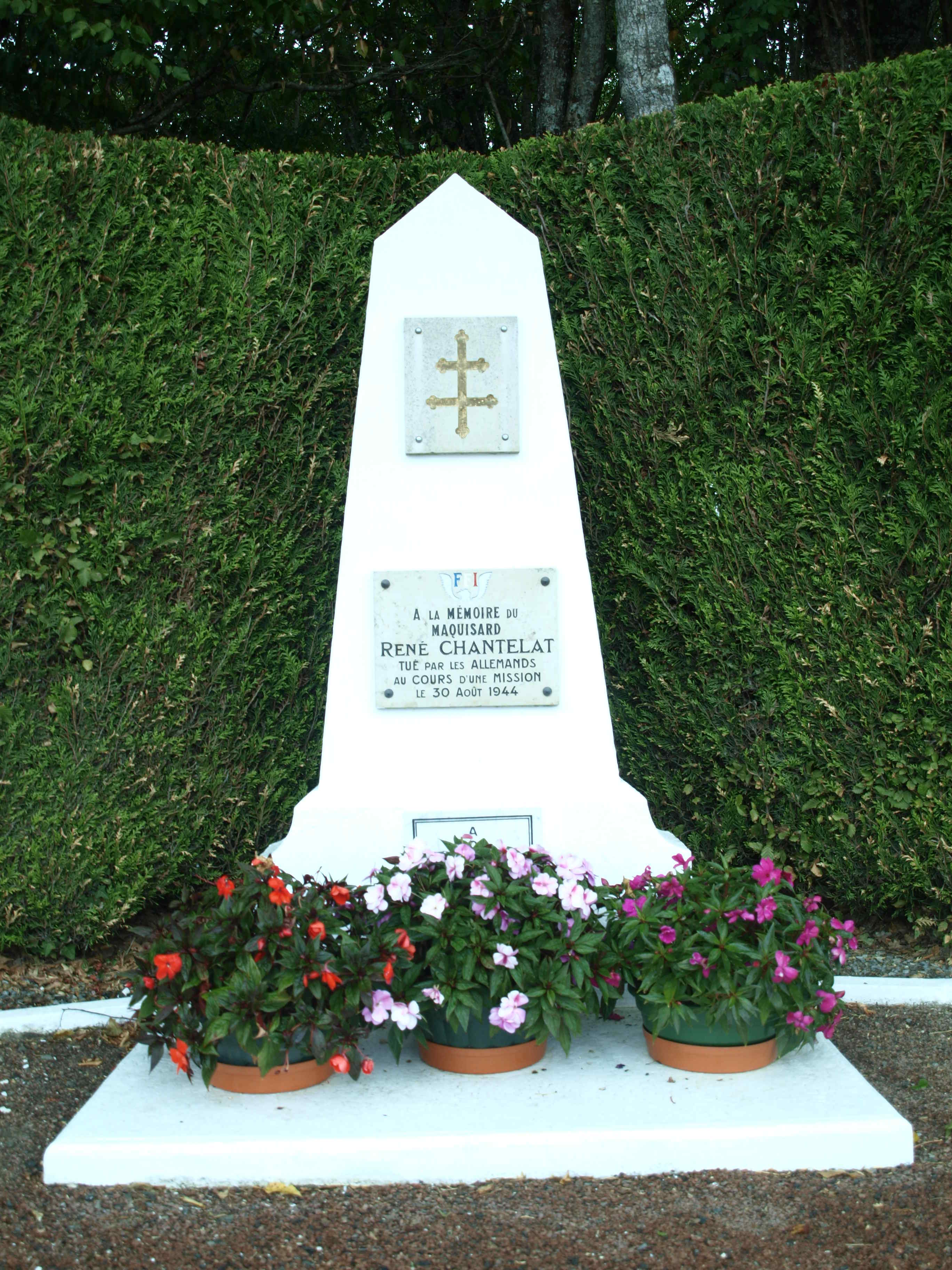
La stèle en 2012.

### Labels et distinctions
Le Poinçonnet a obtenu au concours des villes et villages fleuris :
- une fleur en 2004[40], 2005[41], 2006[42], 2007[43] et 2008[44] ;
- deux fleurs en 2011[45], 2013, 2014, 2015 et 2016[46].

### Personnalités liées à la commune
- Céleste Mogador (1824-1909), danseuse du XIXe siècle
- Paul Rue (1866-1954), peintre paysagiste mort au Poinçonnet
- Jean-François Sabouret (1947-2023), sociologue et japonologue, né au Poinçonnet

### Héraldique, logotype et devise
La commune du Poinçonnet s'est dotée de ce nouveau logo en 2023.